# نینا آندریوا
نینا آندریوا (روسی: Нина Александровна Андреева؛ زادهٔ ۱۲ اکتبر ۱۹۳۸) سیاست‌مدار اهل اتحاد جماهیر سوسیالیستی شوروی است. او همچنین شیمیدان، معلم، نویسنده، فعال سیاسی و منتقد اجتماعی بود. او مقاله ای با عنوان «من نمی‌توانم اصول خود را رها کنم» که از بسیاری از جنبه‌های سیستم سنتی اتحاد جماهیر شوروی دفاع می‌کرد، نوشت، و از میخائیل گورباچف دبیرکل و نزدیکترین حامیان وی به دلیل عدم کمونیست بودن واقعی انتقاد کرد.

## زندگی
شغل در شیمی
وی در لنینگراد (در حال حاضر سن پترزبورگ) به دنیا آمد و مدرس شیمی در انستیتوی فنی لنینگراد بود. وی در سال ۱۹۶۶ به حزب کمونیست اتحاد جماهیر شوروی (CPSU) پیوست.